# Terrance Simien
 (septembre 2022).
Si vous disposez d'ouvrages ou d'articles de référence ou si vous connaissez des sites web de qualité traitant du thème abordé ici, merci de compléter l'article en donnant les références utiles à sa vérifiabilité et en les liant à la section « Notes et références ».
Terrance Simien est un accordéoniste et chanteur américain de zydeco né en 1965. 
Il forme son premier groupe, The Mallet Playboys, en 1982. En 1984, il rencontre le chanteur Paul Simon avec qui il enregistre un single. Le groupe apparaît en action dans le film Big Easy : Le Flic de mon cœur (The Big Easy) de Jim McBride (1987).